# Marcelo Birck
Marcelo de Campos Velho Birck (Porto Alegre, 13 de agosto de 1965) é um cantor, compositor, guitarrista e professor brasileiro. Desenvolve sua carreira desde 1984, participando de vários grupos, com destaque para a Graforréia Xilarmônica, Aristóteles de Ananias Jr. e Os Atonais, além de participar de outros conjuntos como convidado. Trabalha também como produtor e arranjador. Sua produção musical tem sido destacada pela sua criatividade e originalidade, rompendo padrões consagrados e fazendo associações incomuns entre tendências aparentemente incompatíveis, absorvendo influências de uma ampla gama de referenciais populares e eruditos, da literatura e das artes visuais. Participou de vários grandes festivais, como o TIM Festival e a Bienal de Música Brasileira Contemporânea.

## Formação e carreira acadêmica
Marcelo Birck vem de uma família com nomes destacados na cultura, sendo sobrinho de Carlos Augusto de Campos Velho, mais conhecido como Jota Pingo, ator, roteirista, diretor e dramaturgo, de grande atividade em Brasília, e de Paulo César Pereio, ator de cinema e TV de fama nacional. Sua mãe, Rosa Maria de Campos Velho, foi diretora do Teatro de Arena de Porto Alegre e presidiu o Sindicato dos Artistas (SATED). É irmão de Alexandre Birck, outro músico destacado.
Desde cedo revelou interesse pela música, ouvindo discos na eletrola de seu pai. Formou-se Bacharel em Composição Musical na Universidade Federal do Rio Grande do Sul e depois aperfeiçoou-se com um Mestrado em Composição e Novas Tecnologias pela Universidade Federal de Goiás (UFG). Sua dissertação versou sobre associações de séries matemáticas complexas derivadas do Xadrez, do I Ching e do calendário maia com design de som e composição. Foi professor substituto na UFRGS de disciplinas como Acústica, Improvisação Musical e Laboratório Experimental de Música entre 1999 e 2000, e professor-colaborador na Universidade do Estado de Santa Catarina (UDESC) nas disciplinas Análise Musical, Laboratório, Música e Mídia e Prática de Conjunto e Arranjo entre 2002 e 2003. Desde 2015 é Professor Auxiliar no Bacharelado em Música e Tecnologia da Universidade Federal de Santa Maria e participou da organização de vários eventos, oficinas e encontros acadêmicos. Publicou vários artigos em veículos especializados, enfocando processos híbridos e as inter-relações entre música, performance, artes visuais e tecnologia.

## Carreira musical

### Prisão de Ventre
Participou da banda Prisão de Ventre, fundada em 1984 com seu irmão Alexandre Birck, e mais Frank Jorge e Luís Gomes. Em seu início a banda não tinha uma proposta definida, buscavam apenas chocar, mas oito meses depois passaram a desenvolver um trabalho mais sério, ainda que mantendo como seu foco a quebra de paradigmas. O grupo durou apenas dois anos, até que Frank teve de se retirar para prestar o serviço militar.

### Graforréia Xilarmônica

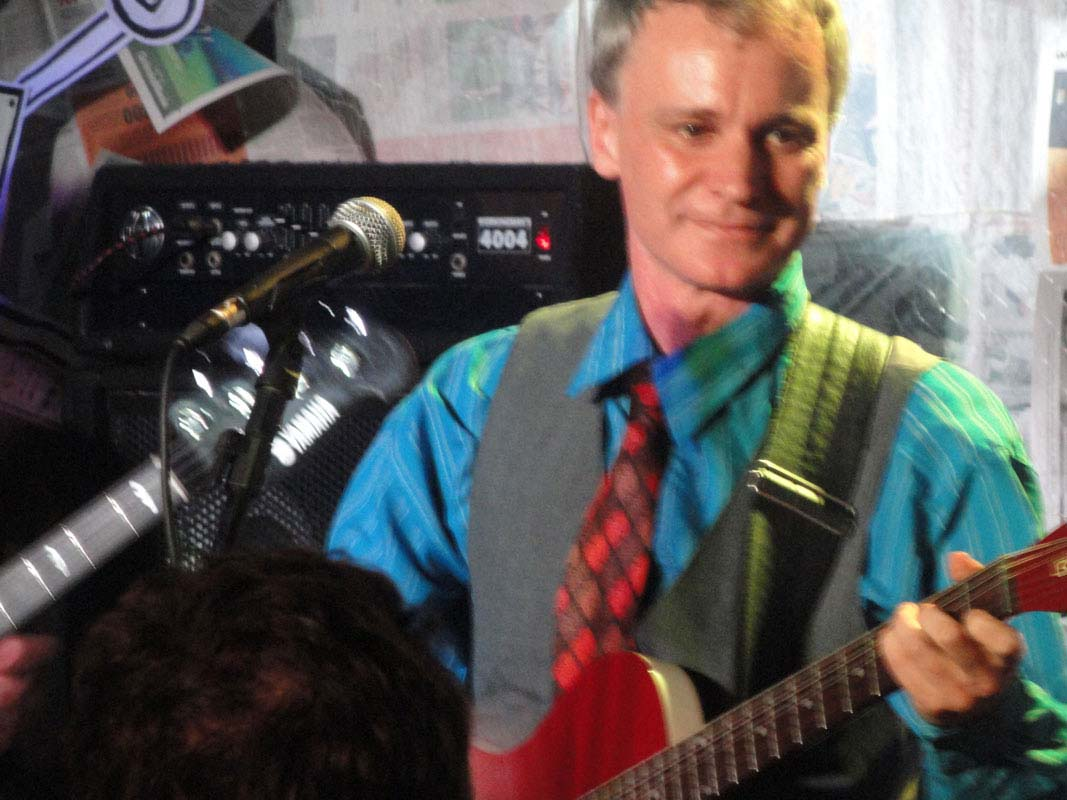
Marcelo Birck em show da Graforréia Xilarmônica.

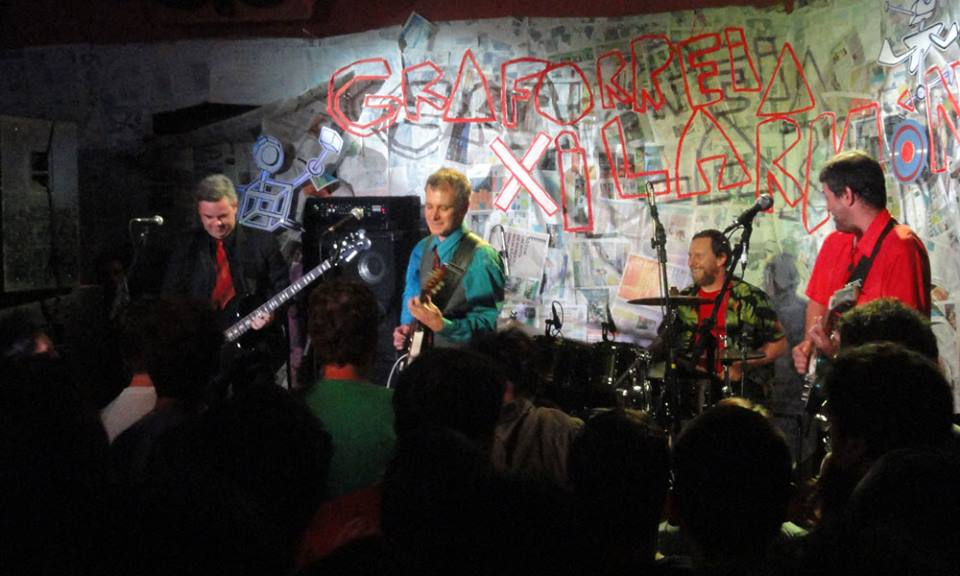
Show da Graforréia Xilarmônica para gravação de um DVD, 2013. Marcelo é o segundo da esquerda para a direita. Os outros músicos, na mesma ordem, são Frank Jorge, Alexandre Birck e Carlo Pianta.

Em 1987 fundou, com Alexandre Birck na bateria, Frank Jorge e Tasso Ferreira na guitarra e Carlo Pianta no baixo, a Graforréia Xilarmônica, com um estilo eclético, fundindo regionalismo e rock derivado da Jovem Guarda e dos Beatles. Tasso Ferreira ficou por pouco tempo, e Marcelo participava como cantor, guitarrista e co-autor das composições.
A Graforréia estreou no Auditório Araújo Vianna e em 1988 gravou sua primeira fita demo, Com Amor, Muito Carinho pelo selo Vórtex, quando sua estética já estava consolidada. Em 1992 participou da coletânea A Vez do Brasil lançada pela gravadora Eldorado de São Paulo, com as faixas "Buda Baby" e "Eu". A música "Eu" fez sucesso nas rádios de Porto Alegre. No mesmo ano realizaram sua primeira excursão para fora do estado, tocando em Curitiba, e participaram a inauguração do bar underground Garagem Hermética, em Porto Alegre, que se tornou famoso na cidade por oferecer uma programação com grupos de música pouco convencional. Em 1995 apareceu o primeiro disco, Coisa de Louco II, também com expressivo sucesso no estado, fazendo uma bem recebida excursão por outras cidades brasileiras. A música "Amigo Punk" tornou-se muito popular, "uma espécie de segundo hino do Rio Grande do Sul", como disse Lívia Guilhermano no Jornal do Comércio. Dois anos depois lançaram uma fita demo, The Best of Graforréia, apresentando material que seria reelaborado em seu segundo disco, Chapinhas de Ouro, lançado em 1998 pela Zoom Records, que recebeu o Prêmio Açorianos, concedido pela Prefeitura de Porto Alegre.
Em 2000 a banda encerrou suas atividades, mas neste mesmo ano a música "Eu" foi gravada pela Pato Fu, incluída no seu CD Ruído Rosa e usada como peça de trabalho, cujo videoclip recebeu o prêmio de Melhor Videoclipe Pop no Video Music Brasil da MTV. Isso deu grande divulgação ao trabalho da Graforréia, e a partir de 2001 eles retomaram apresentações esporádicas. Em 2005 voltaram a uma atividade consistente, mas por pouco tempo, dissolvendo-se outra vez. Porém, em 2011 o grupo se reuniu para uma nova temporada de apresentações regulares. Em 2012 foi gravado um DVD no Bar Opinião, comemorando os 25 anos de história da Graforréia. O grupo causou forte impressão no circuito gaúcho, tornando-se uma banda cult e conquistando um público fiel.
Eric Follmann disse na Senhor F que "uma geração inteira na década de 1990 desenvolveu seus tímpanos com as atonalidades de Pianta, Jorge e dos irmãos Birck". Segundo Vinícius Cunha, da revista Rock in Beats, "a banda é considerada uma das criadoras do que hoje chamamos de 'rock gaúcho', estilo de bandas como Cachorro Grande, Ultramen, Tequila Baby, TNT, Bidê ou Balde, Superguidis, entre muitas outras", Diego Medina, da Video Hits, também deu uma declaração neste sentido, dizendo que "a Graforréia Xilarmônica foi a grande inspiradora do novo rock de Porto Alegre. Quando ela acabou, deixou muita gente órfã", e para Fernando Rosa, diretor do selo Senhor F Discos, é "uma das bandas mais importantes e fundamentais da história do rock brasileiro". Além de "Eu" e "Amigo Punk", outras músicas da Graforréia que se tornaram conhecidas são “Nunca Diga”, “Bagaceiro Chinelão”, “Minha Picardia”, “Benga Velha Companheira” e “Fúlvio Silas”. Luís Fernando Veríssimo assim falou sobre o grupo:
"Definição? Se Schoenberg tivesse ganho uma guitarra elétrica no Natal... Não, não. Se os Beatles ainda estivessem todos vivos e ativos e decidissem só se auto-parodiar... Não, não. Se a Jovem Guarda voltasse ao mundo sem as calças boca-de-sino e com um espírito crítico... Não, não. Tente esta: a 'Graforréia Xilarmônica' é tudo que você ouviu nos últimos 40 anos (mesmo que só tenha 17), reunido, batido e servido no seu estilo inconfundível - e indefinível. O que é isto? Só ouvindo".

### Aristóteles de Ananias Jr.
Enquanto se graduava na UFRGS, em 1988 Marcelo deixou temporariamente a Graforréia e formou a banda Aristóteles de Ananias Jr., cujas propostas eram a investigação sonora e a liberdade criativa. Esta fase se caracterizou por composições polimorfas, de estruturas originais, coloridas pela manipulação de timbres em computador e instrumentações inusitadas. Nos shows a apresentação era performática, com figurinos e cenários criados pelo conjunto. Embora já tivesse realizado muitas apresentações em bares, em 1992 a banda foi lançada "oficialmente" com o show Mim Notauro, Você Jane na Casa de Cultura Mario Quintana. A proposta incomum despertou antecipadamente a curiosidade da imprensa, que publicou várias matérias na ocasião, dando grande visibilidade ao conjunto.

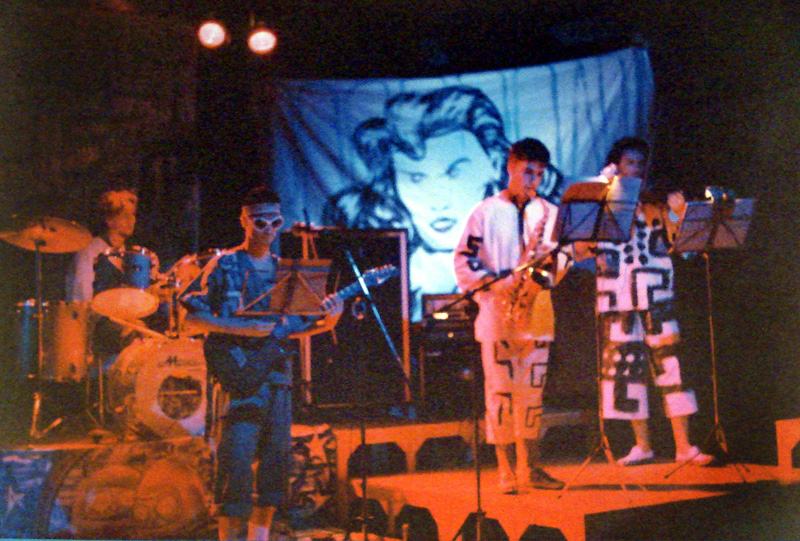
Show Mim Notauro, Você Jane, na Casa de Cultura Mario Quintana.

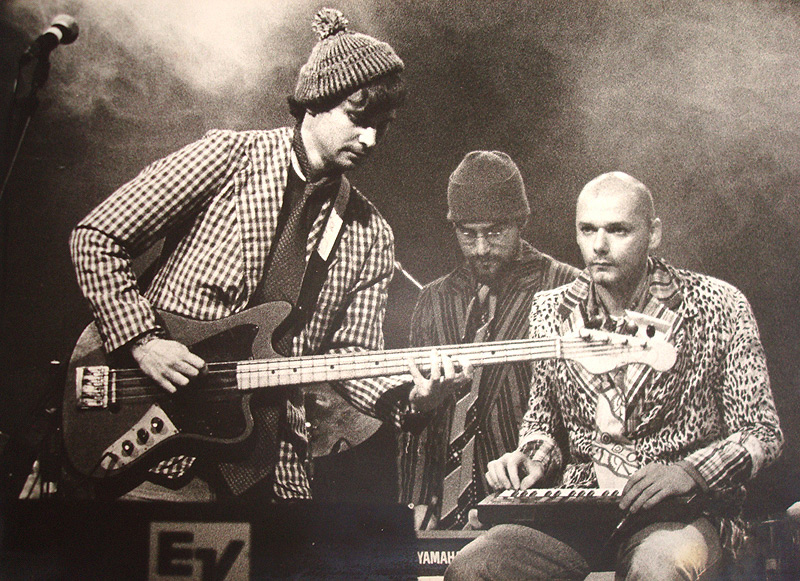
Marcelo Birck, com o baixo, em apresentação da Aristóteles na TV Educativa do Rio Grande do Sul.

Em 1993 o grupo lançou uma fita demo no Garagem Hermética, quando sua formação já havia se estabilizado com Marcelo na guitarra e vocais, e compondo a grande maioria das peças, mais Ricardo Frantz ao violino, Pedro Porto no baixo, Luciano Zanatta no saxofone e Diego Silveira na bateria. A demo teve boa repercussão local e circulou bastante na cena underground paulista. Segundo Marcelo Mendes, "as músicas tocavam no rádio e o clipe de 'Bico de Pato', um dos carros chefes da banda, tocou direto na MTV".
O único CD da Aristóteles apareceu em 1996, através do selo independente de Birck, Grenal Records. A gravação do CD se revestiu do caráter de um laboratório de criatividade, utilizando extensamente recursos digitais impossíveis de serem reproduzidos em shows ao vivo e que eram novidade, numa fase em que a gravação analógica entrava em declínio. O CD desencadeou reações bastante divergentes pela originalidade e radicalidade das suas pesquisas sonoras, mas foi considerado por Rogério Skylab como um marco importante na carreira de Birck, a quem chamou de "genial", por enveredar decididamente por um experimentalismo sem concessões ao mainstream e por nortear sua produção posterior. A produção da banda incluiu também dois filmes trash em vídeo e vários videoclips.
A estética da Aristóteles estava baseada no rock da década de 1960, adicionando elementos de práticas eruditas antigas e contemporâneas, como contraponto, atonalismo, ruidismo, incluindo material de outras matrizes pop e eventualmente regionalismos. Também se valiam do improviso e do humor, estabelecendo um discurso fortemente marcado pela descontinuidade e pela desconstrução de referenciais consagrados. Justamente pelas suas características inusitadas e iconoclastas, o trabalho da Aristóteles foi saudado pelo músico e pesquisador Arthur de Faria como "a proposta mais radical acontecida no âmbito da música popular em terras gaúchas", acrescentando que a banda "produziu uma fita demo excepcional e um CD quase inaudível de tão desconstruído". Hermano Vianna também enfatizou o caráter investigativo do trabalho, dizendo que a banda era "herdeira de uma tradição de música experimental brasileira". Para Eduardo Egs, escrevendo em 2006 para o Overmundo, "usando colagens de trechos de músicas, sobreposição de vozes e muito, mas muito atonalismo, o Aristóteles causou impacto na cena porto-alegrense. [...] Hoje, passados dez anos, ainda impressiona ouvir as experiências sonoras desse registro".

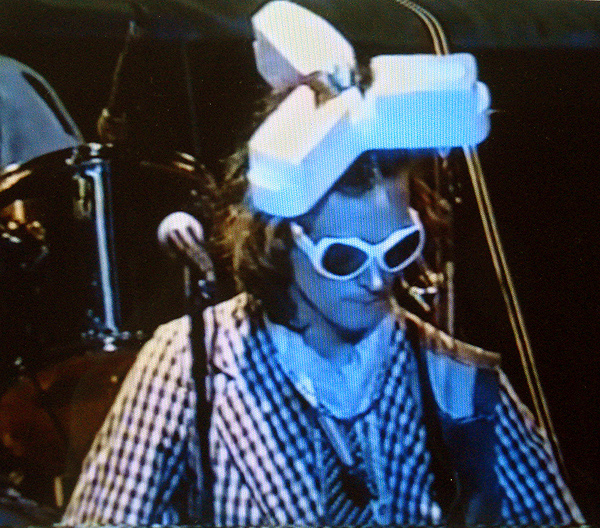
Show da Aristóteles

No entanto, o CD foi gravado entre muitas dificuldades e pressões, e desencadeou uma crise interna no grupo que por fim o levou à desintegração. Embora o reconhecimento do trabalho da Aristóteles tenha acontecido em seu tempo, inclusive influenciando outros grupos, ocorreu de maneira limitada, e numa escala mais ampla só aconteceu postumamente, mas hoje é considerada uma banda cult, sendo incluída em várias listas das melhores bandas de rock do estado, embora "rock", em termos estéticos, não seja uma definição adequada para o seu trabalho, que ao lado das influências roqueiras incorpora uma multiplicidade de outras, não raro diretamente conflitantes. Analisando este aspecto, Frank Jorge disse que a Aristóteles foi "tão rock and roll como Arrigo Barnabé foi rock and roll pra música brasileira. Só que, lógico, rock não se tratando daquela coisa de três acordes, mas em termos de postura". Incluindo o CD da Aristóteles em sua lista Top Ten para o Mondo Bacana, Glerm Soares disse: "Marcelo Birck é poderoso. Fico de cara quando não levam o cara a sério por preconceito ao seu lado escrachado. O cara inventou uma estética totalmente própria, misturando jovem guarda com atonalismo e tosqueira. As letras são um caso à parte, fuzzy-logic total, como diria Timothy Leary".

### Os Atonais
Sua associação seguinte foi com Leandro Blessmann (voz, guitarra e composição), Thomas Dreher (bateria) e Felipe Faraco (baixo), dando origem à banda Os Atonais, que se dedicou a um repertório romântico, às vezes irônico e brega, reminiscente da Jovem Guarda. Seu único disco, Em Amplitude Modulada, foi lançado em 2000, considerado por Johnny McCartney & Flávio Ohno, da revista Senhor F, como "impressionante em sua capacidade de soar retrô e moderno ao mesmo tempo", viajando "com a mestria dos gênios pelo universo da Jovem Guarda e da música beat sessentista, do que é apenas um exemplo a já clássica ‘Chamas do Inferno’." A produção recebeu aplauso de personalidades da música brasileira, como Hermano Vianna e Caetano Veloso, e lhe valeu um convite para tocar no TIM Festival.

### Carreira solo

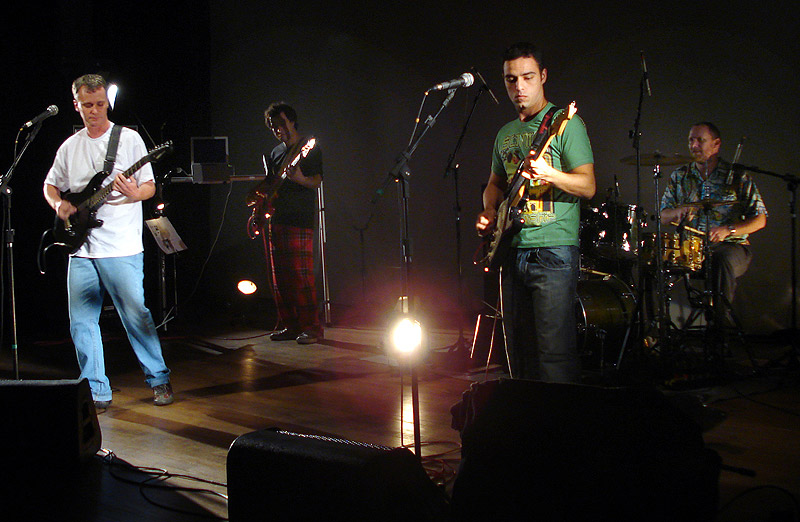
Marcelo Birck (de branco) em show de lançamento de seu CD Os Timbres não Mentem Jamais no Teatro do SESC, Porto Alegre, 2008. Os outros músicos são, da esquerda para a direita, Moysés Lopes, Bruno Alcalde e Alexandre Birck.

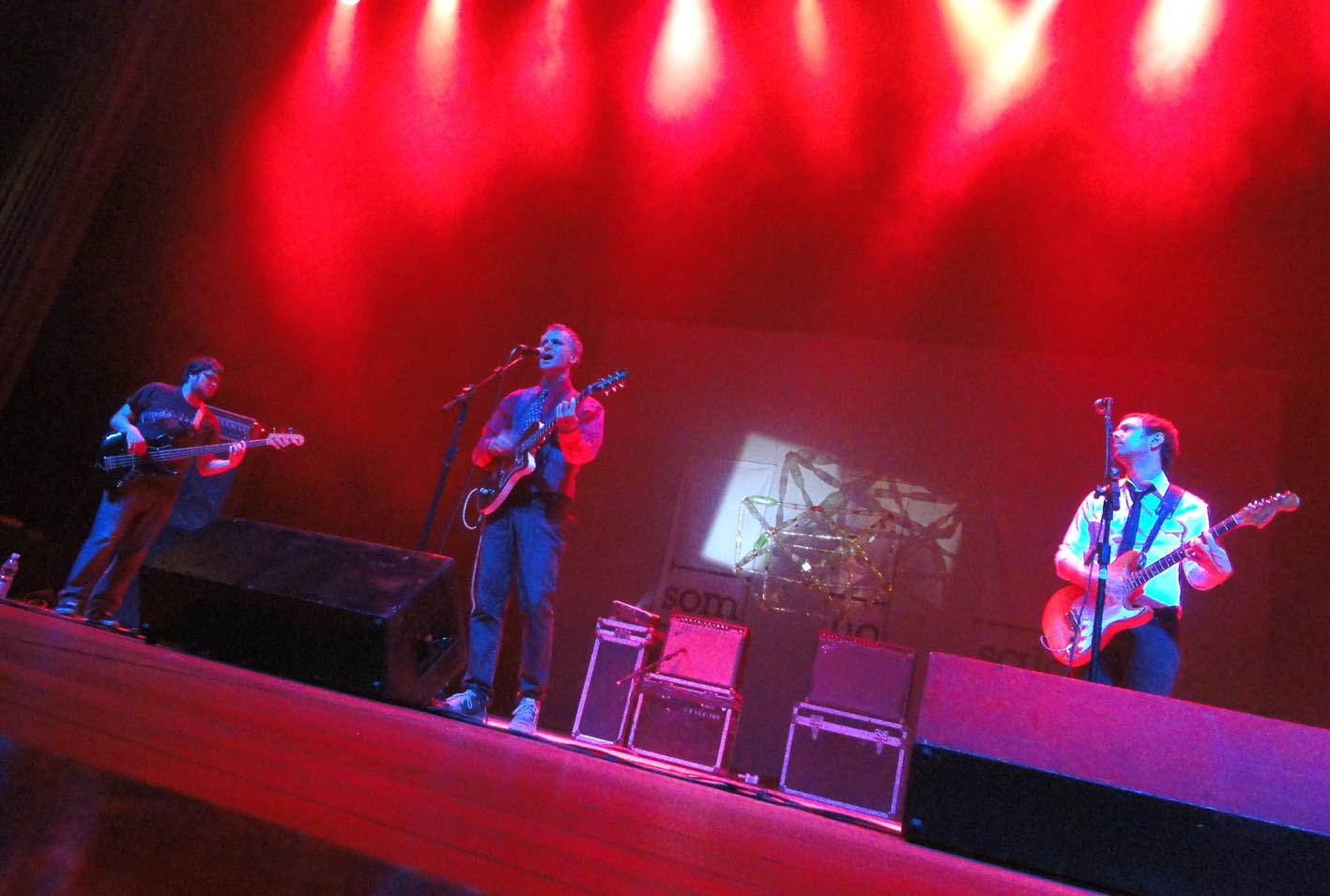
Marcelo Birck (ao centro) em show na Reitoria da UFRGS, 2013.

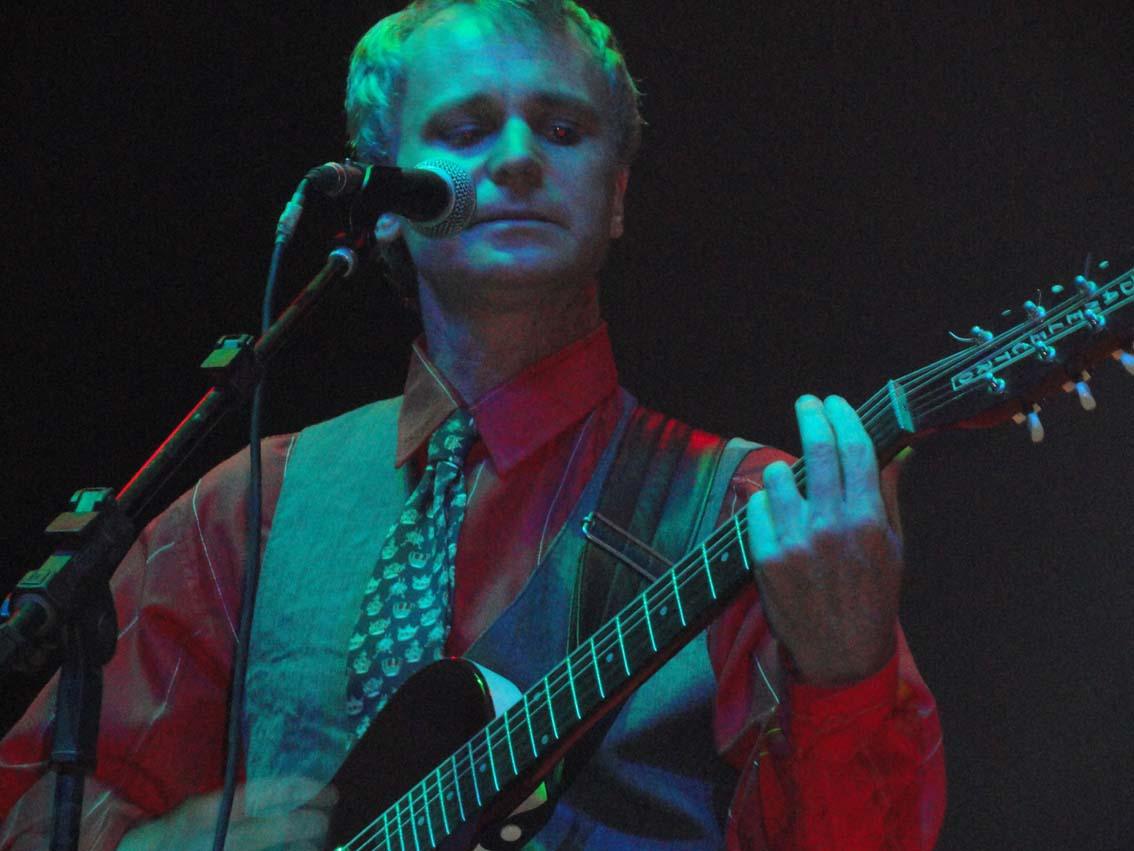
Marcelo Birck em show na Reitoria da UFRGS, 2013.

Depois disso lançou-se em uma carreira solo, mas associando-se a outros grupos em formações temporárias. Seu disco seguinte, Marcelo Birck, fundiu uma ampla gama de referências, constituindo um painel caleidoscópico de sonoridades e estilos, semelhante ao trabalho na Aristóteles, mas mais controlado, maduro e radical, que recebeu apreciações positivas da crítica e foi chamado por Leonardo Bomfim de "antológico".
Em 2008 lançou Timbres não Mentem Jamais, trabalho patrocinado pela Petrobras, onde apresenta uma síntese de toda sua carreira em uma leitura mais enxuta e direta. No show de lançamento os músicos interagiam com bases gravadas, tendo ao fundo projeções de filmes de animação em super-8 realizadas com intervenção direta na película, revelando forte influência das artes visuais, o que tem sido uma característica constante em sua produção. De fato, em entrevista, o autor afirmou que as artes visuais são "o grande amor" de sua vida. Ele falou sobre este disco, onde apresenta algumas de suas influências mais marcantes:
"Alguém já disse que música é tempo audível, e, na minha opinião, música, antes de mais nada, é timbre. Na verdade, acho que qualquer técnica de composição é um recurso de acesso ao timbre, porém sempre de maneira indireta (já que não se pode falar em uma “escala” de timbres). Mas eu não diria que há uma preocupação com o tema “tempo”, e sim uma recorrência da palavra, concebida como uma espécie de pigmento ou objeto a ser manipulado. Em geral, a sonoridade das palavras é o ponto de partida para criar as letras, e à medida que o trabalho avança, vou buscando um equilíbrio com o sentido literal. [...]
"Atrai-me o desafio de traduzir em música a concepção de artistas e escolas que admiro, como por exemplo, Cubismo, Kurt Schwitters, Hanna Höch, Op Art, Dada, Marcel Duchamp, Pop Art, Jackson Pollock, Francis Picabia, entre vários outros. A exposição Como vai Você, Geração 80? — acontecida em 84 no Rio de Janeiro — foi uma das experiências estéticas mais marcantes que já tive, e durante muito tempo pensei em fazer uma música que provocasse um impacto semelhante. Mas a maneira como isso acontece é mais uma motivação do que um processo consciente. Outra influência fundamental desde os anos 80 é Norman McLaren, e mais recentemente, Stan Brakhage. Ambos trabalham a animação diretamente na película (dispensando o uso de câmera), uma técnica cujo aspecto artesanal me inspirou a conceber minhas composições como um objeto palpável com partes intercambiáveis. Histórias em quadrinhos e desenhos animados para TV já foram muito importantes, e de alguma maneira ainda permanecem. Gosto do pragmatismo necessário para produzir animações no pique que a televisão exige, uma redução drástica ao mínimo estritamente necessário. Marshall McLuhan segue sendo uma grande referência. Filmes assisto aos montes, mas não creio que haja alguma influência direta".
Já trabalhou como produtor e arranjador com Júpiter Maçã, orquestrando a faixa “Eu e Minha Ex” do disco A Sétima Efervescência, que se tornou cult, e produziu algumas músicas do CD Plastic Soda. Produziu os dois primeiros discos da Banda Repolho e trabalhou com Marcelo Mendes e os Sapatos Bicolores.
Dentre as ínúmeras apresentações que já fez, com seus vários grupos, destacam-se o festival Isso é Música? / !, organizado por Hermano Vianna no Centro Cultural Banco do Brasil do Rio, e voltado para propostas musicais inovadoras, o Som no Salão, promovido pela UFRGS, o Usina na Praça, mantido pela Usina do Gasômetro / Secretaria de Cultura de Porto Alegre, o Minimecenas, voltado à promoção de artistas alternativos e ao intercâmbio cultural, o Lollapalooza Brasil, e o TIM Festival 2006, ao lado das bandas The Bad Plus e Black Dice e de Caetano Veloso. Também participou dos festivais Gig Rock, Isso É Música, Macondo Circus, Morrostock, Abril Pro Rock e Coca Cola Park.

### Música erudita
Além do sucesso que conquistou na música popular, ele é considerado uma referência na música erudita gaúcha de vanguarda. Já participou da IX e da XV Bienal de Música Brasileira Contemporânea (1991 e 2001), promovidas pela FUNARTE, respectivamente com as peças “Estudo Para Trio de Sopros” e "Tetraktys", e do III Encontro Internacional de Música Eletroacústica, em Brasília (2003), com a peça "Diálogos Invisíveis". Teve a peça "409072" incluída num CD encartado na revista Musica Hodie (2005, vol. 5 nº 1) e outras foram executadas pelo grupo Flautarium, um projeto do Departamento de Música do Instituto de Artes da UFRGS. Foi citado no volume 4 do compêndio La Búsqueda Perpetua: lo propio y lo universal de la cultura latinoamericana, publicado pela Secretaria de Relações Exteriores do México, sob a coordenação de Mercedes de Vega. Em 2009 recebeu o Prêmio Interações Estéticas, concedido pela FUNARTE / Secretaria da Cidadania Cultural para estimular o intercâmbio entre artistas e Pontos de Cultura de todo o país.

## Discografia

### Participação em bandas como instrumentista, cantor e co-autor
- Graforréia Xilarmônica
  - Com Amor Muito Carinho (fita cassete, Graforréia Xilarmônica, 1988)
  - Coisa de Louco II (CD, 1995)
  - Chapinhas de Ouro (CD, Banguela Records, 1998)
  - Ao Vivo (2007)
- Aristóteles de Ananias Jr.
  - Aristóteles de Ananias Jr. (fita cassete, Aristóteles de Ananias Jr., 1993)
  - Aristóteles de Ananias Jr. (CD, Grenal Records, 1996)
  - Canibalismo Odara (1994) (videoclip, direção de Gilson Vargas)
  - Bico de Pato (1995) (videoclip, direção de Marcelo Birck e Ricardo Frantz)
  - Saudades do Alegrete (1995) (videoclip, direção de Munir Klamt, Ricardo Frantz e Marcelo Birck)
  - Fúlvio Silas II (1995) (videoclip, direção de Munir Klamt)
  - Free-Way (1995) (videoclip, direção de Munir Klamt)
  - Pagode Acebolado (1997) (videoclip, direção de Munir Klamt)
  - Projeto espacial B (filme em vídeo, Aristóteles de Ananias Jr.)
  - A Morte veio de Marte (filme em vídeo, Aristóteles de Ananias Jr.)
- Os Atonais
  - Em Amplitude Modulada (CD, Os Atonais, 2000)

### Trabalhos solo
- Marcelo Birck (CD, Grenal Records, 2000)
- Timbres não mentem jamais (CD, Petrobrás, 2008)

## Produção escrita
Entre seus principais trabalhos publicados estão:
- Marcelo Birck. "Acaso, Alfabeto e Eletricidade". In: Jornal da Universidade (UFRGS), 01/05/1998
- Marcelo Birck. "Musica, Músicos e Prioridades". In: Jornal da Universidade (UFRGS), 01/11/1999
- Marcelo Birck. "Música Popular e Linguagens Artificiais: da influência do Op. 19/6, de Arnold Schoenberg, na composição de Currículo Para Concerto e Orquestra". In: IV Seminário de Pesquisa em Música. Universidade Federal de Goiás, 2004
- Marcelo Birck. "O Jogo de Xadrez Como Algoritmo Gerador de Timbre: relato de uma experiência composicional em C-Sound". In: Simpósio de Pesquisa em Música. Departamento de Artes da Universidade Federal do Paraná, 2004
- Marcelo Birck. Representações Numéricas de Tempo como Algoritmos Geradores de Timbre. Dissertação de Mestrado. Universidade Federal de Goiás, 2006
- Marcelo Birck. "Além do ponto de fuga: tempo-espaços no LP Autobahn". In: Anais do I Encontro Brasileiro de Música Popular na Universidade — O estado da arte do ensino de Música Popular nas universidades brasileiras. Porto Alegre: UFRGS, 11 a 15 de maio de 2015
- Marcelo Birck & João Lazzarin. "Da não repetição de tricordes em séries dodecafônicas: construção, propriedades e aplicações". In: Anais do I Congresso Nacional de Música e Matemática. Rio de Janeiro: Universidade Federal do Rio de Janeiro, Escola de Música, Programa de Pós-Graduação em Música, 2016
- Marcelo Birck & João Lazzarin. "Do uso de tetracordes na concepção de um jogo de análise e composição musical". In: Anais do II Congresso Nacional de Música e Matemática. Rio de Janeiro: Universidade Federal do Rio de Janeiro, Escola de Música, Programa de Pós-Graduação em Música, 2017
- Marcelo Birck & Gisela Reis Biancalana. "Instalação, performance, composição: o caso Marcianita". In: Anais ABRACE, 2019; 20 (1)
- Marcelo Birck. "Da montagem como referência para processos artísticos híbridos". In: 10º Seminário de Pesquisa em Artes — Pesquisa em Artes: In(experiências) e Enfrentamentos em Tempos de Crise. Universidade Estadual de Montes Claros, 2020
- Marcelo Birck. "Quarentena e Bricolagem: uma experiência de moradia-ateliê-instalação". In: XXIX Encontro Nacional da Associação Nacional de Pesquisadores em Artes Plásticas. Goiânia, 2020

## Prêmios e indicações

### Prêmio Açorianos
| Ano  | Categoria              | Indicação                 | Resultado |
| ---- | ---------------------- | ------------------------- | --------- |
| 2008 | Compositor de Pop/Rock | Marcelo Birck             | Indicado  |
| 2008 | Disco de Pop/Rock      | Timbres Não Mentem Jamais | Indicado  |